# Municipio de Wagner (Minnesota)
El municipio de Wagner (en inglés: Wagner Township) es un municipio ubicado en el condado de Aitkin en el estado estadounidense de Minnesota. En el año 2010 tenía una población de 332 habitantes y una densidad poblacional de 3,57 personas por km².

## Geografía
El municipio de Wagner se encuentra ubicado en las coordenadas 46°12′2″N 93°7′36″O / 46.20056, -93.12667. Según la Oficina del Censo de los Estados Unidos, el municipio tiene una superficie total de 92.92 km², de la cual 90,72 km² corresponden a tierra firme y (2,37 %) 2,2 km² es agua.

## Demografía
Según el censo de 2010, había 332 personas residiendo en el municipio de Wagner. La densidad de población era de 3,57 hab./km². De los 332 habitantes, el municipio de Wagner estaba compuesto por el 97,89 % blancos, el 0,3 % eran amerindios, el 0,3 % eran asiáticos y el 1,51 % eran de una mezcla de razas. Del total de la población el 0,3 % eran hispanos o latinos de cualquier raza.